# Bundesverband selbstständiger Physiotherapeuten
Der Bundesverband selbstständiger Physiotherapeuten (früher: Interessengemeinschaft freiberuflicher Krankengymnasten) e. V. ist ein Berufsverband, der die Interessen von Physiotherapeuten in Deutschland vertritt. Nach eigenen Angaben hat er circa 7000 Mitglieder. Der Sitz des 1981 gegründeten Vereins ist in Bochum.
Der IFK setzt sich u. a. für die Autonomie von Gesundheitsfachberufen ein. Neben der Beteiligung an der Erstellung diverser Leitlinien der Arbeitsgemeinschaft der Wissenschaftlichen Medizinischen Fachgesellschaften (AWMF), wirkte der IFK zudem an einem Leitfaden des Deutschen Cochrane Zentrums, welche Empfehlungen zu methodischen Standards in der Forschung von Gesundheitsfachberufen verfasste, mit.
Der IFK ist Mitglied der Deutschen Gesellschaft für Physiotherapiewissenschaft (DGPTW).